# Muscaria
Muscaria est un groupe équatorien de punk hardcore, originaire de Quito.

## Histoire
Le groupe est formé par le chanteur et bassiste Luis Fernando Cordovez, le batteur Nicolás Caballero et le guitariste Álex Caicedo, tous fans de skateboard et de groupes tels que Suicidal Tendencies, Machine Head et Sepultura. En 1998, ils sortent leur premier album, Combatiendo apatía, avec lequel ils s'imposent sur la scène underground équatorienne. En 2001, ils sortent leur deuxième album studio, Movimiento, avec la collaboration du nouveau batteur Juan Posso et du guitariste Jason De la Vega. Il est suivi de Conductor de comportamiento (2004), sur lequel figure la chanson Afecto alterado, diffusée par la chaîne MTV. Grâce à ce clip vidéo, le groupe acquiert une renommée internationale et est invité au festival de nu metal Aggrofest au Chili et à la première édition du Quito Fest en Équateur. En 2005, ils font la première partie de A.N.I.M.A.L. et de Soulfly.
En 2008, avec la production d'Andrés Giménez, Muscaria sort Perdura, qui les emmène au festival Maquinaria au Brésil et à Rock al parque en Colombie. En 2009, ils participent au festival Quiteño Al Sur del cielo.
En 2012, ils sortent l'album Violenta victoria, dont ils font la promotion du titre Una razón. En novembre 2017, Muscaria présente Pacto, produit par Cody Fuentes et enregistré chez RedRoom Records. Le 31 mai 2018, le groupe organise la prévente de sa dernière production homonyme, dans le cadre de la série de concerts Rock en Vivo au Teatro Sucre de Quito.